# Liste von Schiffen mit dem Namen Lübeck
Lübeck ist ein mehrfach genutzter Name oder Namensbestandteil von Schiffen. Mit dem Namen wurde die ehemals freie Hansestadt Lübeck geehrt. Schon seit dem Mittelalter fand der Namensbestandteil von Lübeck bei Schiffen der Lübecker Seekriegsflotte Verwendung.

## Schiffsliste
| Bezeichnung      | Schiffsart      | Klasse / Typ  | Baujahr | Bauwerft                     | Eigner                                                     | Dienstzeit | Verbleib                                                                                       | Bild |
| ---------------- | --------------- | ------------- | ------- | ---------------------------- | ---------------------------------------------------------- | ---------- | ---------------------------------------------------------------------------------------------- | ---- |
| Jesus von Lübeck | Karacke         |               | um 1540 |                              | Royal Navy                                                 | 1540–1568  | 1568 von Spanien erobert und verkauft                                                          |      |
| Adler von Lübeck | Galeone         |               | 1566    |                              | Lübecker Senat                                             | 1567–1581  | 1581 verkauft und abgewrackt                                                                   |      |
| Lübeck           | Raddampfer      |               | 1844    | S. & H. Morton & Co., Leith  | Hanseatische Dampfschifffahrts-Gesellschaft / Reichsflotte | 1846–1852  | 1852 verkauft, 1853 in Newcastle umbenannt, 1858 abgewrackt                                    |      |
| Lübeck           | Passagierschiff |               | 1886    | AG Vulcan, Stettin           | Norddeutscher Lloyd                                        | 1886–1895  | 1895 verkauft, in Gaisen Maru umbenannt und 1903 gestrandet                                    |      |
| Stadt Lübeck     | Passagierschiff |               |         |                              | Lübeck-Bremer Dampfschiffahrtsgesellschaft                 |            | Dezember 1914 in der Ostsee verschollen; wahrscheinlich durch Minentreffer bei der Stolpe-Bank |      |
| Lübeck           | Kleiner Kreuzer | Bremen-Klasse | 1904    | AG Vulcan, Stettin           | Kaiserliche Marine                                         | 1905–1918  | 1923 abgewrackt                                                                                |      |
| Lübecker Kogge   | Kogge           |               | 1926    |                              | Lübecker Yacht-Club                                        | 1926–1950  | 1950 abgebrochen                                                                               |      |
| Lübeck           | Fregatte        | Köln-Klasse   | 1960    | Stülcken-Werft, Hamburg      | Bundesmarine                                               | 1963–1988  | an die türkische Marine verkauft                                                               |      |
| Lübeck Link      | Fähre           |               | 1980    | Oskarshamns Varv, Oskarshamn | Nordö-Link / Finnlines                                     | 1990–2007  | 2007 an Channel Ferries verkauft und in Ropax 2 umbenannt                                      |      |
| Lübeck           | Fregatte        | Bremen-Klasse | 1987    | Nordseewerke, Emden          | Deutsche Marine                                            | 1990–2022  |                                                                                                |      |
| Lisa von Lübeck  | Kraweel         |               | 2005    |                              | Gesellschaft Weltkulturgut Hansestadt Lübeck               | seit 2005  |                                                                                                |      |